# Шеківська сільська рада
Шеківська сільська рада — колишній орган місцевого самоврядування у Лубенському районі Полтавської області з центром у c. Шеки.

## Населені пункти
Сільраді були підпорядковані населені пункти:
- c. Шеки
- c. Хитці

## Населення
Згідно з переписом УРСР 1989 року чисельність наявного населення сільської ради становила 757 осіб, з яких 318 чоловіків та 439 жінок.
За переписом населення України 2001 року в сільській раді мешкали 624 особи.

### Мова
Розподіл населення за рідною мовою за даними перепису 2001 року:
| Мова       | Відсоток |
| ---------- | -------- |
| українська | 99,37 %  |
| російська  | 0,63 %   |